# Muskövägen

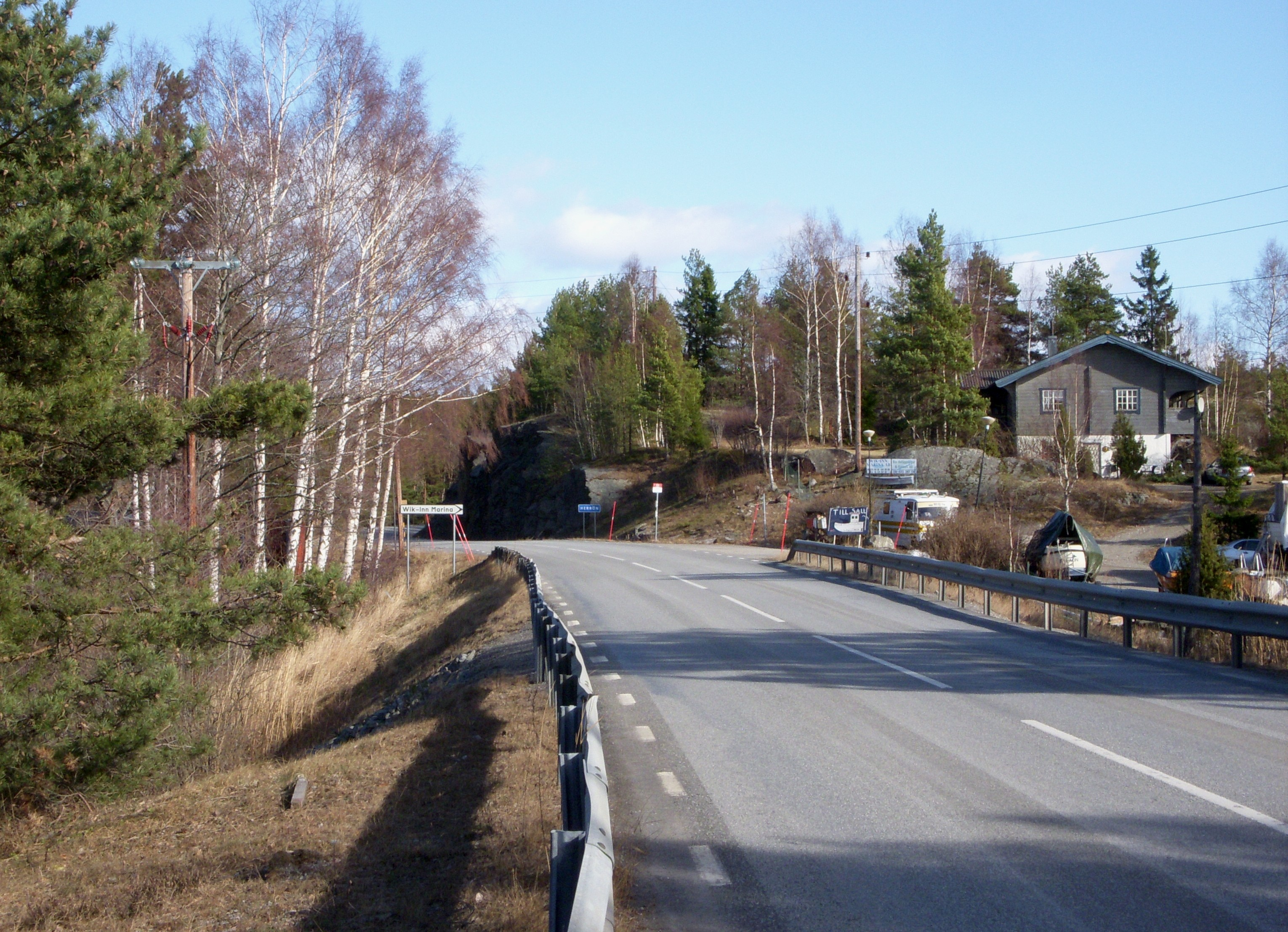
Muskövägen på Herrö.

Muskövägen är fortsättning av länsväg 225 med nummer 539 som förbinder rondellen i Ösmo i Nynäshamns kommun med Muskö i Haninge kommun i Stockholms län. 
Vägen byggdes för att kunna nå Musköbasen landvägen och stod färdig i hela sin sträckning 1964. Vägen passerar öarna Himmelsö, Herrö och Yxlö innan den når Muskö genom Muskötunneln. Mellan fastlandet och Himmelsö går en högbro som är seglingsbar. Nästa öbyte är knappt märkbart med bara resterna av ett sund men mellan Herrö och Yxlö går en lågbro, Yxlöbron, som större motorbåtar kan gå under. Efter att ha passerat den höga sträckning genom Yxlö sker sedan passagen till Muskö genom Muskötunneln igenom vilken farten är begränsad till 50 km/h. Hastigheten är annars längs vägen begränsad till 70 km/h, mycket beroende på vägens många dolda kurvor och krön. 
Tidigare kunde man längs vägen på några ställen se stora varningsskyltar på ett flertal europeiska språk om att man närmade sig ett militärt skyddsområde som var förbjudet för personer utan svenskt medborgarskap. Idag är dock skyddsområdet och dessa skyltar borta.